# Crónica de Érico
A Crónica de Erico - em sueco Erikskrönikan - é a mais antiga crónica medieval da Suécia, redigida em ”verso knittel”, provavelmente entre 1322 e 1332.  
A sua personagem central e inspiradora do título é o infortunado duque Erik Magnusson, pai do futuro rei Magnus Eriksson.

De autor desconhecido, está escrita em sueco antigo.

A obra narra a história política da Suécia num período de 90 anos, transcorrido entre 1229 e 1319, até à eleição de Magnus Eriksson como rei em 1319.                                                                                                                                   

O texto é altamente tendencioso, havendo opiniões diferentes sobre os eventuais autores da obra, assim como sobre as suas eventuais fontes. É todavia considerada um excelente retrato da forma como a alta nobreza da primeira metade do séc. XIV vivia e se via a si própria, seguindo o modelo vigente na Europa Continental.

## Fonte
- «Erikskrönikan (Crónica de Erico)» (em sueco). Projekt Runeberg. Consultado em 20 de agosto de 2013